# Спектрометричний аналіз

Атомний спектр заліза.

Спектрометричний аналіз (англ. spectrometric analysis) — спектральний аналіз, в основі якого лежить безпосереднє вимірювання інтенсивності лінії в емісійному спектрі, що здійснюється за допомогою спеціальних фотометричних детекторів.